# Санто Кондорели
Санто Кондорели (итал. Santo Condorelli; Китахирошима, 17. јануар 1995) амерички је пливач чија ужа специјалност су спринтерске трке слободним и делфин стилом. У прошлости је наступао за репрезентације Канаде и Италије. 

## Спортска каријера
Кондорели је рођен у Јапану од оца Џозефа Кондорелија, Американца италијанског порекла и мајке Тоње Ван Валеген, пореклом Канађанке из Кеноре у Онтарију. Одрастао је у Портланду у Орегону где је и почео са пливачким тренинзима када је имао свега пет година. Као јуниор такмичио се за селекцију Сједињених Држава, а пливао је и на Америчким трајалсима за наступ на ЛОИ 2012. у Лондону. Међутим, већ наредне године је одбио позив тадашњег селектора америчке пливачке репрезентације да наступи на Светском јуниорском првенству под америчком заставом, уз образложење да жели да каријеру гради пливајући за Канаду.
За  репрезентацију Канаде је успешно дебитовао на Панамеричким играма у Торонту 2015. где је освојио укупно четири медаље, по два сребра и бронзе. Две недеље касније успешно је дебитовао и на Светском првенству у великим базенима које је те године одржано у руском Казању, где је освојио бронзану медаљу у трци мешовитих штафета на 4×100 слободно. У трци на 100 слободно заузео је четврто место заоставши свега 0,07 секунди иза трећепласираног Федерика Грабича.  
Током априла 2016. успео је да се избори за место у олимпијској репрезентацији Канаде за Олимпијеске игре у бразилском Рију. На Играма у Бразилу је успео да се пласира у финалне трке на 100 слободно и 4×100 слободно. У трци на 100 слободно заузео је четврто место заоставши свега 0,03 секунде иза трећепласираног Американца Нејтана Едријена.   
Непосредно након Игара у Рију Кондорели је објавио да жели да промени спортско држављанство и да се у будућности такмичи зе репрезентацију Италију, државу из које је пореклом његов отац Џозеф, због чега се преселио у Рим. Почетком новембра 2018. Кондорели је и званично стекао право да наступа за Италију, за коју је дебитовао месец дана касније на Светском првенству у малим базенима у Хангџоуу. У Кини је Кондорели пливао само у штафетним тркама, а заједно са Верганијем, Цацеријем и Миресијем освојио је бронзану медаљу у трци на 4×50 метара слободним стилом. 
На свом другом наступу на светским првенствима у великим базенима, у корејском Квангџуу 2019, је пливао у две трке — појединачно на 100 слободно (18. место у квалификацијама) и екипно у штафети 4×100 слободно (4. место у финалу).